# ARIMA
ARIMA (англ. autoregressive integrated moving average, иногда модель Бокса — Дженкинса, методология Бокса — Дженкинса) — интегрированная модель авторегрессии — скользящего среднего — модель и методология анализа временных рядов. Является расширением моделей ARMA для нестационарных временных рядов, которые можно сделать стационарными взятием разностей некоторого порядка от исходного временного ряда (так называемые интегрированные или разностно-стационарные временные ряды). Модель {\displaystyle ARIMA(p,d,q)} означает, что разности временного ряда порядка {\displaystyle d} подчиняются модели {\displaystyle ARMA(p,q)}.

## Формальное определение модели
Модель {\displaystyle ARIMA(p,d,q)} для нестационарного временного ряда {\displaystyle X_{t}} имеет вид:
{\displaystyle \triangle ^{d}X_{t}=c+\sum _{i=1}^{p}a_{i}\triangle ^{d}X_{t-i}+\sum _{j=1}^{q}b_{j}\varepsilon _{t-j}+\varepsilon _{t}}
где {\displaystyle \varepsilon _{t}} — стационарный временной ряд;
{\displaystyle c,a_{i},b_{j}} — параметры модели.
{\displaystyle \triangle ^{d}} — оператор разности временного ряда порядка d (последовательное взятие d раз разностей первого порядка — сначала от временного ряда, затем от полученных разностей первого порядка, затем от второго порядка и т. д.)
Также данная модель интерпретируется как {\displaystyle ARMA(p+d,q)}- модель с {\displaystyle d} единичными корнями. При {\displaystyle d=0} имеем обычные {\displaystyle ARMA}-модели.

### Операторное представление
С помощью лагового оператора {\displaystyle L:~Lx_{t}=x_{t-1}} данные модели можно записать следующим образом:
{\displaystyle (1-L)^{d}X_{t}=c+(\sum _{i=1}^{p}a_{i}L^{i})(1-L)^{d}X_{t}+(1+\sum _{j=1}^{q}b_{j}L^{j})\varepsilon _{t}},
или сокращённо:
{\displaystyle a(L)(1-L)^{d}X_{t}=c+b(L)\varepsilon _{t}}.
где {\displaystyle a(L)=1-\sum _{i=1}^{p}a_{i}L^{i}}
{\displaystyle b(L)=1+\sum _{j=1}^{q}b_{j}L^{j}}

## Пример
Простейшим примером ARIMA-модели является известная модель случайного блуждания:
{\displaystyle x_{t}=x_{t-1}+\varepsilon _{t}\Rightarrow \triangle x_{t}=(1-L)x_{t}=\varepsilon _{t}}
Следовательно это модель {\displaystyle ARIMA(0,1,0)}.

## Интегрированные временные ряды
ARIMA-модели позволяют моделировать интегрированные или разностно-стационарные временные ряды (DS-ряды, diference stationary).
Временной {\displaystyle X_{t}} ряд называется интегрированным порядка {\displaystyle k} (обычно пишут {\displaystyle X_{t}\sim I(k)}), если разности ряда порядка {\displaystyle k}, то есть {\displaystyle \triangle ^{k}x_{t}} являются стационарными, в то время как разности меньшего порядка (включая нулевого порядка, то есть сам временной ряд) не являются стационарными относительно некоторого тренда рядами (TS-рядами, trend stationary). В частности {\displaystyle I(0)} — это стационарный процесс.
Порядок интегрированности временного ряда и есть порядок {\displaystyle d} модели {\displaystyle ARIMA(p,d,q)}.

## Методология ARIMA (Бокса — Дженкинса)
Подход ARIMA к временным рядам заключается в том, что в первую очередь оценивается стационарность ряда. Различными тестами выявляются наличие единичных корней и порядок интегрированности временного ряда (обычно ограничиваются первым или вторым порядком). Далее при необходимости (если порядок интегрированности больше нуля) ряд преобразуется взятием разности соответствующего порядка и уже для преобразованной модели строится некоторая ARMA-модель, поскольку предполагается, что полученный процесс является стационарным, в отличие от исходного нестационарного процесса (разностно-стационарного или интегрированного процесса порядка {\displaystyle d}).

## Модели ARFIMA
Теоретически порядок интегрированности {\displaystyle d} временного ряда может быть не целой величиной, а дробной. В этом случае говорят о дробно-интегрированных моделях авторегрессии — скользящего среднего (ARFIMA, AutoRegressive Fractional Integrated Moving Average). Для понимания сущности дробного интегрирования необходимо рассмотреть разложение оператора взятия {\displaystyle d}-ой разности в степенной ряд по степеням лагового оператора для дробных {\displaystyle d} (разложение в ряд Тейлора):
{\displaystyle \triangle ^{d}=(1-L)^{d}=\sum _{k=0}^{\infty }\prod _{j=0}^{k-1}(d-j){\frac {(-1)^{k}}{k!}}L^{k}}.